# Odysia
Odysia là một chi bướm đêm thuộc họ Geometridae.